# Synagoga Beniamina Gostyńskiego w Łodzi
Synagoga Beniamina Gostyńskiego w Łodzi – prywatny dom modlitwy znajdujący się w Łodzi przy ulicy Jakuba 3.
Synagoga została zbudowana w 1893 roku z inicjatywy Beniamina Gostyńskiego. Mogła ona pomieścić 30 osób. Podczas II wojny światowej hitlerowcy zdewastowali synagogę.